# Verolavecchia
Verolavecchia ist eine norditalienische Gemeinde (comune) mit 3808 Einwohnern (Stand 31. Dezember 2023) in der Provinz Brescia in der Lombardei. Die Gemeinde liegt etwa 27 Kilometer südsüdwestlich von Brescia. Verolavecchia ist Teil des Parco dell'Oglio Nord und grenzt unmittelbar an die Provinz Cremona.